# Rezerwat przyrody Lasek Miejski nad Puńcówką
Rezerwat przyrody Lasek Miejski nad Puńcówką, česky lze přeložit jako přírodní rezervace Městský lesík nad Puňcovkou, je přírodní rezervace ve městě Cieszyn (Těšín) nedaleko česko-polské státní hranice a řeky Olza (Olše) v jižním Polsku. Geograficky se nachází u malého vodního toku Puńcówka na strmém okraji údolí řeky Olše v mezoregionu Pogórze Śląskie (Slezské podhůří) na Těšínsku v Horním Slezsku ve Slezském vojvodství.

## Historie a popis
Rezerwat przyrody Lasek Miejski nad Puńcówką byl založen v roce 1961 na ploše 7,74 ha. Byl zřízen za účelem ochrany populace hvězdnatce zubatého (Hacquetia epipactis) a přirozených dubohabřin (s jasany, duby, habry, lípami, javory, jilmy a platany). V současné době[kdy?] je v části rezervace dominantním lesem, na místní poměry unikátní, podhorský březovo-jasanový les, který byl v Polsku zjištěn pouze v oblasti těšínské části Slezského podhůří. Flóra této rezervace zahrnuje 184 druhů cévnatých rostlin, včetně dalších chráněných druhů, např. árón východní (Arum cylindraceum), břečťan popínavý (Hedera helix), barvínek menší (Vinca minor), lilie zlatohlavá (Lilium martagon), sněženka podsněžník (Galanthus nivalis), bradáček vejčitý (Listera ovata), krušina olšová (Frangula alnus) aj.

## Další informace
Rezervace je celoročně volně přístupná. Rezervací vede naučná stezka Trasa Spacerowa Rezerwatów, která prochází také blízkou rezervací Rezerwat Przyrody Lasek Miejski nad Olzą.

## Galerie

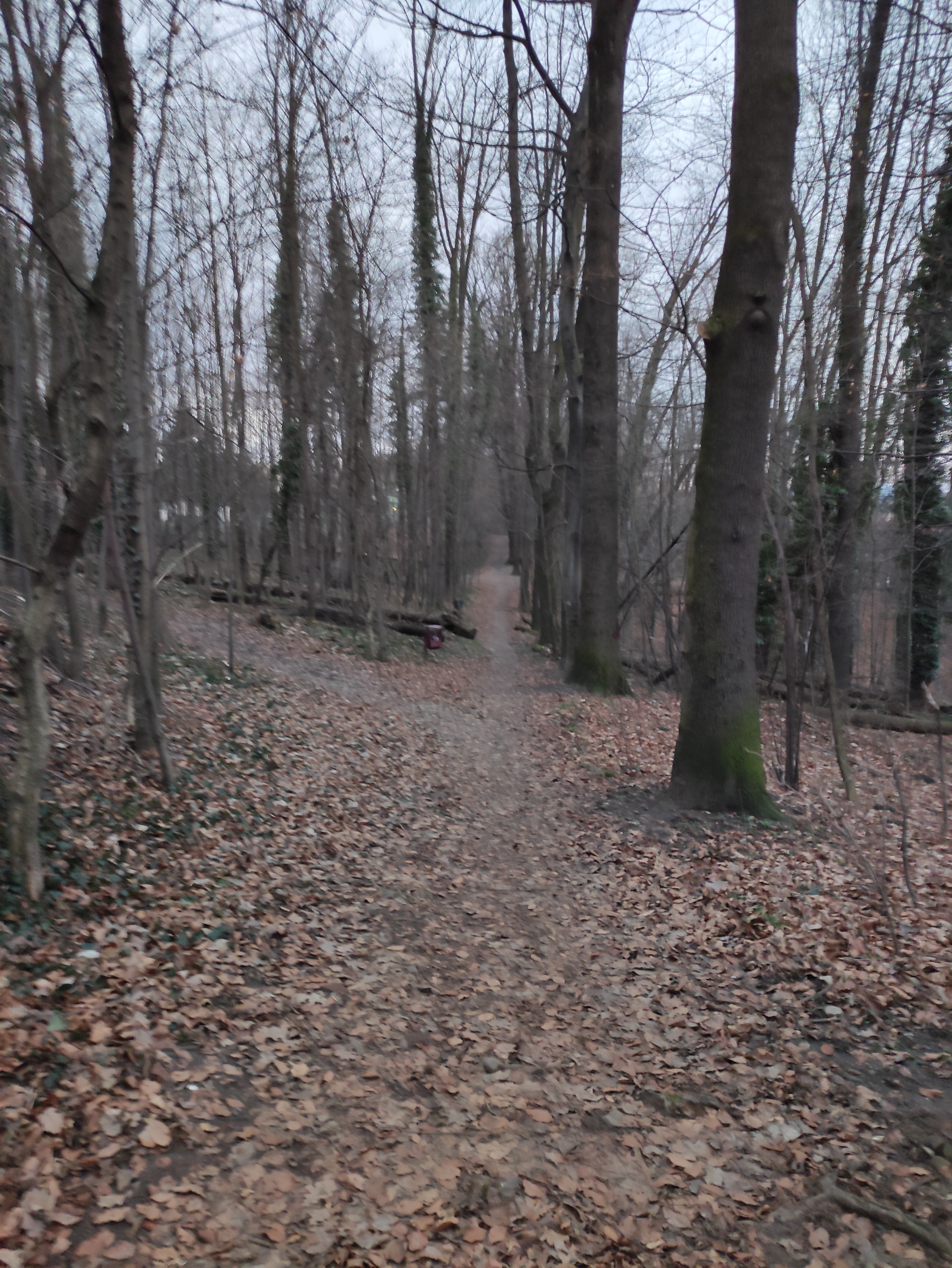
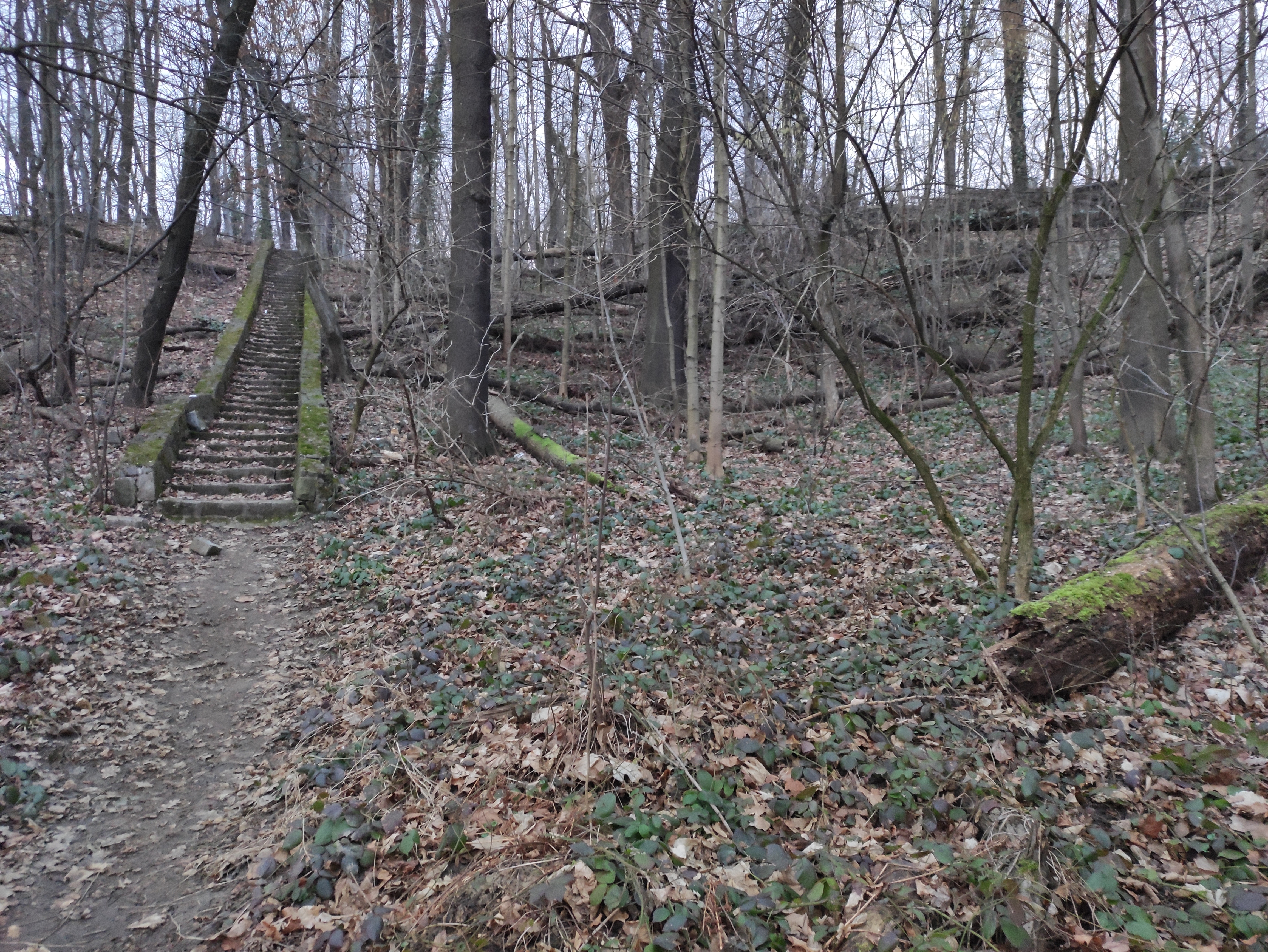
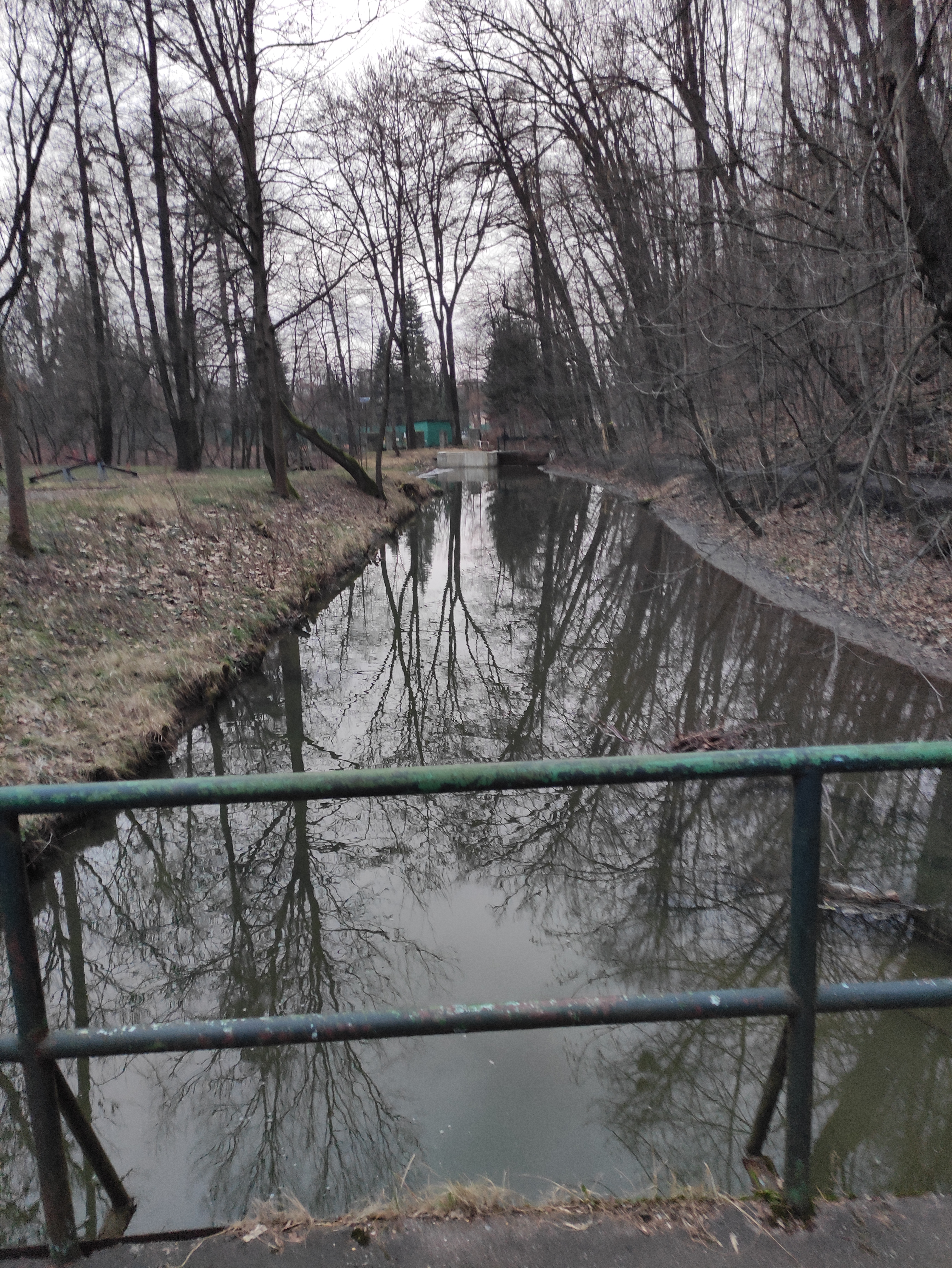